# Jongeren Organisatie Beroepsonderwijs
De Jongeren Organisatie Beroepsonderwijs (JOB) is een Nederlandse belangenvereniging voor studenten in het middelbaar beroepsonderwijs (mbo). De JOB werd in november 1998 opgericht door Leon Houtman vanuit het Landelijk Aktie Komitee Scholieren (LAKS), toen dat besloot zijn mbo-activiteiten af te stoten en in een aparte organisatie onder te brengen.
De JOB werkt, net als LAKS, vanuit Utrecht. Elk jaar wordt een bestuur gekozen van mbo-studenten. Zij worden ondersteund door een team van beleidsmedewerkers en projectmedewerkers, die ook verantwoordelijk zijn voor de afhandeling van klachten die binnenkomen via de klachtenlijn. Als mbo-studenten een probleem of een klacht hebben, kunnen zij mailen of bellen met de JOB. JOB geeft hun advies en ondersteuning. Verder gebruikt zij de signalen die binnenkomen om haar eigen beleid aan te scherpen of aan te passen. Zo leidde een grote stroom klachten over verplicht geïnde vrijwillige bijdrages tot het schrijven van een Zwartboek Schoolkosten in 2012.

## Staking voor onderwijskwaliteit
In februari 2010 organiseerde JOB een staking naar aanleiding van aanhoudende klachten over de slechte kwaliteit van mbo-opleidingen. Door middel van een manifestatie in Den Haag eiste JOB aandacht voor meer transparantie over onderwijskwaliteit, goede klachtenregeling, een gezonder financieel beleid van scholen en een strakkere handhaving van onder andere de urennorm. De staking heeft de overheid onder andere gemotiveerd om met behulp van de ‘commissie Oudeman’ en de ‘commissie Van Zijl/Hermans’ onderzoek te doen naar het functioneren van de mbo-instellingen.

## Bezetting school voor OV-jaarkaart
Minderjarige mbo-studenten hadden, anders dan in het hoger onderwijs, geen recht op een gratis OV-jaarkaart. Om die reden heeft JOB campagne gevoerd ‘geen ov niet ok’. Daarbij is in 2009 bijvoorbeeld het Rijn IJssel College bezet om aandacht te vragen voor deze misstand.

## Studentenraden
In 2010 startte JOB het project ‘Jij Beslist Mee’ om studenten-inspraak in het mbo te stimuleren. Sinds maart 2011 zijn alle mbo-instellingen verplicht om een Centrale Studentenraad (CSR) in te voeren. Nu hebben mbo-studenten de mogelijkheid om mee te praten over het bestuur van de school. Via ‘Jij Beslist Mee’ ondersteunt JOB studentenraden door trainingen aan te bieden en helpt hen professioneler te worden. 

## Zwartboek Schoolkosten
In 2001 bracht JOB voor het eerst een Zwartboek over schoolkosten in het mbo uit, dit in verband met de veel misstanden rond de vrijwillige bijdrage in het mbo. In 2012 bracht JOB opnieuw een Zwartboek Schoolkosten uit nadat er opnieuw veel klachten binnenkwamen over foute facturen. In februari 2012 werd het Zwartboek aan de Tweede Kamer aangeboden. Later dat jaar zou demissionair minister Marja van Bijsterveldt reageren met een brief aan alle mbo-instellingen waarin de wet rond schoolkosten nogmaals werd uitgelegd.

## Van deelnemer naar student
In mei 2018 deed de belangenvereniging een oproep aan minister Ingrid van Engelshoven zodat mbo'ers in de wet voortaan studenten zouden worden genoemd. De minister reageerde met dat het in de wet vastgelegd zou worden. In de communicatie van de overheid werden de mbo'ers al langer studenten genoemd.

## JOB-Monitor
Elke twee jaar organiseert JOB de JOB-monitor (voorheen bekend als ODIN), het grootste studententevredenheidsonderzoek in het mbo. De eerste editie van de JOB-monitor was in 2000. Op basis van de resultaten van deze uitgebreide online enquête kan worden gezien hoe tevreden mbo-studenten zijn met verschillende facetten van hun onderwijs. De JOB-monitor geeft vergelijkende informatie van en voor opleidingen in het mbo over onderwijs. Alle mbo-studenten van bekostigde opleidingen kunnen deelnemen aan de JOB-monitor. Sinds 2008 voert ResearchNed samen met JOB de JOB-monitor uit: de voorbereiding en uitvoering van het veldwerk, de communicatie met de instellingen en het schrijven van het eindrapport en de onderzoeksverantwoording. De JOB-monitor wordt elke twee jaar uitgevoerd. In het ene jaar wordt de vragenlijst afgenomen en laten de resultaten van de monitor zien hoe mbo’ers denken over hun school en hun opleiding. In het jaar daarna kunnen scholen en studentenraden aan de slag met de resultaten.
Tijdens de JOB-monitor in 2014 deden meer dan 255.00 mbo-studenten mee aan het onderzoek. Sindsdien is afgesproken dat alle mbo-instellingen in Nederland meedoen aan het onderzoek. De JOB-monitor werd in 2022 door 224.212 mbo-studenten ingevuld.